# Accordo sui debiti esteri germanici

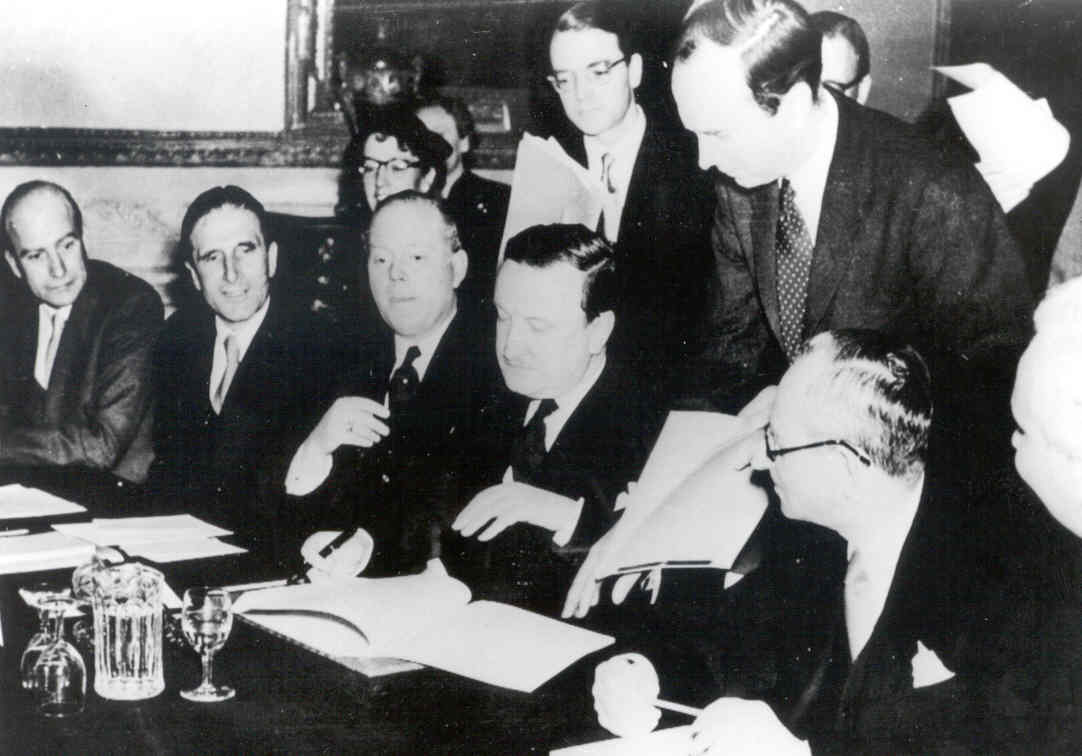
Hermann Josef Abs firma l'accordo sul debito di Londra il 27 febbraio 1953.

L'accordo sui debiti esteri germanici, noto anche come accordo sul debito di Londra (in tedesco rispettivamente Abkommen über deutsche Auslandsschulden e Londoner Schuldenabkommen, in inglese Agreement on German External Debts e London Debt Agreement), è stato un trattato di parziale cancellazione del debito firmato a Londra il 27 febbraio 1953 tra la Repubblica Federale di Germania da una parte e Belgio, Canada, Ceylon, Danimarca, Grecia, Iran, Irlanda, Italia, Liechtenstein, Lussemburgo, Norvegia, Pakistan, Regno Unito di Gran Bretagna e Irlanda del Nord, Repubblica francese, Spagna, Stati Uniti d'America, Svezia, Svizzera, Unione Sudafricana e Jugoslavia dall'altra.

## Termini dell'accordo
I negoziati durarono dal 27 febbraio all'8 agosto 1953. Il trattato, ratificato il 24 agosto 1953, impegnava il governo della Repubblica federale di Germania sotto il cancelliere Konrad Adenauer a rimborsare i debiti esterni contratti dal governo tedesco tra il 1919 e il 1945 ed era accoppiato al concordato sul rimborso parziale dei debiti di guerra alle tre potenze occidentali occupanti. Furono prese in considerazione le esigenze di 70 Stati, 21 dei quali provenienti direttamente dai partecipanti ai negoziati e firmatari del contratto; i Paesi del blocco orientale non vennero coinvolti e le loro richieste furono ignorate.
In fase di negoziazione, il totale ammontava a 16 miliardi di marchi di debiti degli anni 1920 inadempiuti negli anni 1930, ma che la Germania decise di rimborsare per ristabilire la sua reputazione. Questa somma di denaro venne pagata ai governi e alle banche private di Stati Uniti, Francia e Gran Bretagna. Altri 16 miliardi di marchi erano rappresentati da prestiti del dopoguerra dagli Stati Uniti. Sotto la negoziazione di Hermann Josef Abs, la delegazione tedesca raggiunse un elevato livello di riduzione del debito: con l'accordo di Londra infatti l'importo da rimborsare fu ridotto del 50% a circa 15 miliardi di marchi e dilazionato in più di 30 anni, il che, rispetto alla rapida crescita dell'economia tedesca, ha avuto un minore impatto.

## Conseguenze economiche e politiche
L'accordo contribuì in modo significativo alla crescita del secondo dopoguerra dell'economia tedesca e al riemergere della Germania come potenza mondiale economica e permise alla Germania di entrare in istituzioni economiche internazionali come la Banca Mondiale, il Fondo Monetario Internazionale e l'Organizzazione Mondiale del Commercio.
L'accordo normava anche i debiti delle riparazioni della seconda guerra mondiale e questi furono messi in correlazione con la riunificazione tedesca (evento che nel 1953 sembrava lontano e non certo). Fu stabilito che i debiti sarebbero stati congelati fino alla riunificazione della Germania. Quando nel 1990 questo evento si verificò i suddetti debiti furono quasi del tutto cancellati, questo per permettere al nuovo stato di gestire una costosa e difficile riunificazione. Del totale rimasero operative solo delle obbligazioni per un valore di 239,4 milioni di marchi tedeschi che furono pagati a rate. Il 3 ottobre 2010 la Germania terminò di rimborsare i debiti imposti dal trattato con il pagamento dell'ultimo debito per un importo di 69,9 milioni di euro.
Dopo la fine della guerra fredda, tra il 1991 e il 1998 furono firmati degli accordi bilaterali di compensazione - simili a quelli degli anni '60 con i paesi occidentali - con la Polonia, la Russia, l'Ucraina, la Bielorussia, l'Estonia, la Lettonia e la Lituania.

## Polemiche postume
Nel 2015, durante la crisi del debito greco, Thomas Piketty ha criticato la Germania per la sua ipocrisia nei confronti della Grecia. Ha sottolineato che la Germania, dopo la Seconda Guerra Mondiale, beneficiò enormemente della cancellazione del proprio debito, in particolare proprio con l'Accordo del 1953, che ridusse significativamente il debito tedesco e - utilizzando l'inflazione come leva per abbattere il debito pubblico, così da scaricare su altri i costi della ricostruzione - permise la ripresa economica del paese.  
Comunque, alle richieste del governo Tsipras nel 2015, la Germania rispose che considerava la questione dei risarcimenti per l'occupazione nazista nella seconda guerra mondiale politicamente e legalmente risolta, stanziando un contributo di un milione di euro per tre anni per gli scambi (culturali) dei giovani greci. Contestualmente, la Merkel negò il piano di salvataggio da 240 miliardi di euro delle banche e l'iniezione di denaro fresco da parte dell'Europa necessario alla sopravvivenza di breve termine delle finanze pubbliche locali, se non a patto di «riforme strutturali, un bilancio solido e un'amministrazione funzionante» Tsipras tranquillizzò gli investitori tedeschi, affermando che non avrebbe adottato nessuna limitazione dei diritti alla proprietà privata nell'ambito della sovranità nazionale. Ad aprile del 2019, la Grecia ha anticipato nuovamente alla stampa l'intenzione di chiedere 270 miliardi di euro alla Germania , a titolo di riparazione dei danni morali e materiali di guerra e delle opere trafugate oltreconfine.